# El espantapájaros y la señora King
El espantapájaros y la señora King (Scarecrow and Mrs. King en su título original en inglés, también conocida como El Espía y la Dama en Latinoamérica) es una serie de televisión estadounidense, emitida entre 1983 y 1987.

## Argumento
Amanda King es una ama de casa media estadounidense, divorciada, y cuyos principales problemas en la vida son lo que le generan sus dos hijos y su madre. Una mañana se cruza casualmente en su vida un agente de la CIA, Lee Stetson, apodado "Espantapájaros" ("Scarecrow," en su versión original), que le hace entrega en un tren de un paquete porque está siendo perseguido y le pide que se lo dé al hombre del sombrero rojo. Ella se ve incapaz de cumplir la misión, pues hay muchos hombres con esa característica en el vagón. Para recuperar el paquete, Scarecrow busca de nuevo a la mujer que, finalmente, se ve totalmente envuelta en el caso. Cuando el hombre es capturado, será finalmente Amanda la que resuelva el secreto que existe tras el paquete, consiguiendo rescatar al agente. Será un primer encuentro que acabará con el ama de casa trabajando para la Agencia, aunque ocultando su nueva actividad a la familia. Lee y Amanda terminan formando un equipo compenetrado en lucha contra espías y malhechores, compañerismo que se convierte en romance y finalmente en matrimonio.

## Reparto
- Kate Jackson como Amanda King
- Bruce Boxleitner como Lee Stetson ("Scarecrow"/"Espantapájaros")
- Beverly Garland como Dotty (madre de Amanda)
- Paul Stout como Philip King (hijo de Amanda)
- Greg Morton como Jamie King (hijo de Amanda)
- Mel Stewart como Billy Melrose
- Martha Smith como Francine Desmond
- Sam Melville como Joe King (exmarido de Amanda)